# Prix international de journalisme Roi d'Espagne
Le prix international de journalisme Roi d'Espagne (en espagnol: Premios Internacionales de Periodismo Rey de España) est un prix internationalement reconnu de journalisme accordé par l'Agence EFE et l'Agence espagnole pour la coopération internationale au développement (AECID), livré en personne par le monarque espagnol Juan Carlos, depuis 1983, lors de sa première édition,.
Le prix a déjà été reçu par des professionnels de journalisme dans les pays ibéro-américains, États-Unis, Philippines, Guinée équatoriale, Israël et le Maroc.
Parmi d'autres journalistes, le prix a été remporté par Andrés Pastrana, Bernardo Gómez Martínez, Carlos Mesa, Eliane Brum, Jacobo Zabludovsky, Jesús Quintero, Luis del Olmo Marote, Sebastião Salgado et Carlos Manuel Álvarez.